# (14817) 1982 FJ3
(14817) 1982 FJ3 là một tiểu hành tinh vành đai chính. Nó được phát hiện bởi Henri Debehogne ở Đài thiên văn La Silla ở Chile ngày 21 tháng 3 năm 1982.